# Eleições estaduais em Goiás em 1960
As eleições estaduais em Goiás em 1960 ocorreram em 3 de outubro como parte das eleições gerais em onze estados cujos governadores exerciam um mandato de cinco anos. Foram eleitos o governador Mauro Borges e o vice-governador Rezende Monteiro.
Graças à Revolução de 1930, o médico Pedro Ludovico Teixeira assumiu o cargo de interventor federal em Goiás mantendo-o em suas mãos durante os quinze anos da Era Vargas. Senador da República no exercício do segundo mandato consecutivo, transformou a seção estadual do PSD num poderoso agrupamento político que venceu três das quatro eleições diretas pelo Palácio das Esmeraldas e agora o vetusto líder testemunha a ascensão de seu progênito no cenário estadual.
Nascido em Rio Verde, o militar e agropecuarista Mauro Borges cursou a Escola Militar do Realengo e a Escola de Comando e Estado-Maior do Exército, dela saindo como oficial de transportes. Após servir em Santa Maria dirigiu a Estrada de Ferro Goiás no segundo governo do presidente Getúlio Vargas e na presidência de Café Filho esteve próximo ao Marechal José Pessoa na Comissão de Estudos e Localização da Nova Capital do Brasil. Integrante do conselho fiscal da Companhia Urbanizadora da Nova Capital, deixou o mesmo a fim de eleger-se deputado federal pelo PSD e dois anos mais tarde foi eleito governador já na reserva sob a patente de coronel. Em 1950 seu pai, Pedro Ludovico Teixeira, foi eleito governador e em 1954 foi a vez de seu primo, José Ludovico de Almeida, a quem Mauro Borges derrotaria para chegar ao executivo goiano. Para que isso ocorresse, entretanto, foi preciso romper a tradição de conceder mandatos quadrienais aos governadores numa regra vigente após a Constituição de 1946, afinal José Feliciano Ferreira teve o mandato encerrado após dois anos.
O vice-governador eleito é o advogado Rezende Monteiro. Formado pela Universidade Federal Fluminense, ele nasceu em Caiapônia e fez carreira política no PTB elegendo-se deputado estadual em 1954 e deputado federal em 1958.
Em 4 de junho de 1961 houve uma eleição extraordinária para senador e suplente devido à renúncia dos titulares eleitos em 1958 e assim foram escolhidos Juscelino Kubitschek e José Feliciano Ferreira, nessa ordem.

## Resultado da eleição para governador
Informações colhidas junto ao Tribunal Superior Eleitoral relatam 291.353 votos nominais.
| Candidatos a governador do estado | Candidatos a vice-governador | Número | Coligação | Votação | Percentual |
| --------------------------------- | ---------------------------- | ------ | --------- | ------- | ---------- |
| Mauro Borges PSD                  | Ver abaixo -                 | -      | PSD, PTB  | 160.365 | 55,04%     |
| José Ludovico de Almeida PSP      | Ver abaixo -                 | -      | PSP, UDN  | 130.988 | 44,96%     |

## Resultado da eleição para vice-governador
Informações colhidas junto ao Tribunal Superior Eleitoral relatam 268.978 votos nominais.
| Candidatos a governador do estado | Candidatos a vice-governador | Número | Coligação | Votação | Percentual |
| --------------------------------- | ---------------------------- | ------ | --------- | ------- | ---------- |
| Ver acima -                       | Rezende Monteiro PTB         | -      | PSD, PTB  | 138.742 | 51,58%     |
| Ver acima -                       | José Fleury UDN              | -      | PSP, UDN  | 130.236 | 48,42%     |

## Resultado da eleição suplementar para senador
Conforme o Tribunal Regional Eleitoral de Goiás foram apurados 173.166 votos nominais na eleição extraordinária de 4 de junho de 1961. Não estão disponíveis no momento o total de votos em branco e o de votos nulos.
| Candidatos a senador da República | Primeiro suplente de senador | Número | Coligação           | Votação | Percentual |
| --------------------------------- | ---------------------------- | ------ | ------------------- | ------- | ---------- |
| Juscelino Kubitschek PSD          | José Feliciano Ferreira PSD  | -      | PSD (sem coligação) | 146.366 | 84,52%     |
| Wagner Estelita PDC               | Waldir Quinta PDC            | -      | PDC (sem coligação) | 26.800  | 15,48%     |